# Ржевский, Иван Иванович
Ива́н Ива́нович Рже́вский (около 1615 — 3 августа 1678) — русский воевода, думный дворянин и окольничий во времена правления Михаила Фёдоровича, Алексея Михайловича и Фёдора III Алексеевича.
Из дворянского рода Ржевские. Единственный сын дворянина московского Ивана Ивановича Ржевского (? — 1640) и Степаниды Андреевны Милославской (ум. 1651).

## Биография
В 1640—1668 годах московский дворянин. В 1649-1652 годах воевода в Короче от прихода крымских войск, а после велено ему идти в сход в Яблонов с другими воеводами — боярами и князьями Репниным и Куракиным. В 1656-1657 годах воевода в Змиеве. В 1658-1663 годах воевода в Енисейске. В 1665-1672 воевода в Нежине.  В 1669 году пожалован в думные дворяне, где упомянут в Боярской книге в 1676 году. В 1671 году за службу пожаловано: шуба атласная золотая, два сорока соболей, кубок золочёный с крышкой и придача к окладу в шестьдесят рублей. В 1672 году назначен в Земский приказ. Летом того же года он, вместе с боярином князем Григорием Григорьевичем Ромодановским, отправлен в Конотоп для присутствия на Раде при избрании малороссийского гетмана, где был выбран Иван Самойлович. В 1672-1674 годах воевода в Великом Устюге. В 1674 воевода в Киеве. В 1675 году отправлен послом в Белгород на съезд с литовскими людьми. В 1677 году осадный воевода в Киеве.
В 1677 году местничал с Тимофеем Богдановичем Булгаковым по поводу воеводства в Переславле. В этом же году получил чин окольничего и оставлен бояриным и князем Ромодановским первым воеводою охранного полка в Малороссийских городах. В 1678 году сопровождал царя Фёдора Алексеевича в Саввинский монастырь.
В августе этого же года храбро защищался в Чигирине против осадившего город турецкого войска. При обороне города побили множество турок, но турки сделали подкоп под городскую стену, которую взорвали. При взрыве погиб воевода Иван Иванович Ржевский.

### Воевода в Змиеве
Известен в Змиеве с 19 февраля 1656 года, когда Разрядный приказ получил его отписку о челобитной от змиевских черкас.
28 марта 1656 года указом царя Алексея Михайловича назначается воеводой Змиева для "государева городового строения", став таким образом, основателем города. При этом наряду с новоназначенным воеводой Харькова Воином Селифонтовым получил самостоятельность от чугуевского воеводы.
Весною 1657 года "в новом в Змееве городе" завёл государеву десятинную пашню. Пахоту и сев провёл "русскими ратными людьми".

### Воевода в Енисейске
Во время воеводства в Енисейске, в ночь на 17 апреля 1660 года произошло наводнение: реки Тунгуска и Енисей, а также многие другие реки и озеро Байкал выступили из берегов. С большой силой начал сходить лёд, уничтожив башню в острожной стене, выломал острожную стену на 170 саженей, разрушив множество домов. В Енисейском уезде в зону подтопления попала бо́льшая часть озимых посевов, в итоге их пришлось перепахать и посеять яровые хлеба, из-за чего  ржаная мука сильно подорожала и стала дефицитом. Снабжение хлебными запасами подведомственных острогов представляло немаловажную заботу для сибирских воевод, так весной 1662 года Ржевский должен был отправить в Нерчинский и Иркутский остроги не только хлебные запасы, но и служилых людей. В 1663 году он по неизвестной причине не выслал в Красноярский острог положенное количество хлебных запасов, и Красноярский воевода Никитин писал воеводе Голохвастову, приехавшему в Енисейск на место Ржевского, что многие красноярские служилые люди вынуждены голодать.
Ржевскому также приходилось заниматься розыском ушедших в Монголию ясачных людей, приводить их в покорность и обкладывать ясаком Витимских тунгусов.
Интересны известия о нахождении слюды в этих местах во время воеводства там Ржевского. В июле и в августе 1660 года была найдена слюда в двух местах:
1. Вверх по реке Тасеевке один солевар наломал 140 пудов слюды, из которых десятую часть дал Ржевскому, для доставки государю в Москву.
2. По реке Кия, в 200 верстах от Енисейска были обнаружены горы со слюдой прекрасного качества.

### Воевода в Нежине
В Нежин назначен 28 июня 1665 году. Воеводы, присылаемые в малороссийские города из Москвы, были подведомственны Киеву и должны были докладывать о всех делах киевскому воеводе. В то время воеводой в Киеве был князь Львов, а Василий Борисович Шереметев, назначенный тоже в Киев, стоял ещё в Севске.
После приёма города от прежнего воеводы, Ржевский должен был представить списки о «вестях» в Приказ Малой России и Шереметеву. Видимо, он сумел поладить с малороссиянами, так как в челобитной от нежинцев царю Алексею Михайловичу в 1668 году, они просили оставить у них воеводу Ржевского, потому что он «человек добрый, живет с ними, Бога боясь, никаких бед, разоренья и воровства не допускает».
В 1672 году, во время казацкого восстания на Украине, отношения местного населения к Ржевскому значительно ухудшились, так как он рассматривался, как представитель царской администрации, и он жаловался киевскому воеводе князю Козловскому, сменившему Шереметева, что нежинский полковник Гвинтовка и жители настроены агрессивно. После Ржевского в Нежин был прислан на воеводство Степан Иванович Хрущов. Как раз в это время турки взяли у Польши Каменец-Подольский, а Дорошенко стал называть себя подданным султана и воеводой Киевским. Нежинский протопоп Симеон Адамович, встревоженный всем этим, писал А. С. Матвееву:
Бога ради заступай нас у царского пресветлого величества, не плошась, прибавляйте сил в Киев, Переяславль, Нежин и Чернигов. Ведаешь непостоянство наших людей: лучше держаться будут, как государских сил прибавится. Присылайте воеводой в Нежин доброго человека: Степан Иванович Хрущов не по Нежину воевода; давайте нам такого, как Иван Иванович Ржевский: и последний бы с ним теперь за великого государя рад был умереть.

### Защитник Чигирина

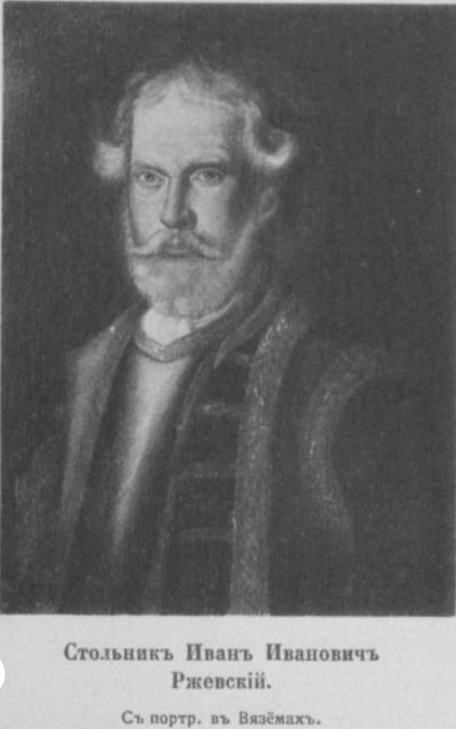
Портрет стольника И. И. Ржевского из Вязём

После того, как началась русско-турецкая война 1676—1681, направлен в Чигирин для организации обороны крепости от турок и крымцев. Являясь способным и честным руководителем, немедленно начал необходимые работы. После начала осады, возглавлял гарнизон Чигирина. Ещё до прибытия подкрепления, разорвавшего кольцо осаждавших неприятельских армий,
Убит турецкой гранатой 3 августа 1678 года.

## Семья
От брака с неизвестной имел детей:
- Алексей Иванович Ржевский (ок. 1638 — 13 мая 1690) — стольник (1662), окольничий (1683), воевода в Вятке и Самаре. Прямой предок А.С. Пушкина.
- Тимофей Иванович Ржевский (ок. 1640 — 30 июля 1705) — стольник (1669), замещал должность воеводы в Астрахани, где и был убит казаками.
- Иван Иванович Ржевский (1653—1717) — стольник (1678), ротмистр, участник Крымского похода (1687), первый завоеводчик в походе под Азов против турок (1696), двадцать второй стольник (1703).
- Анастасия Ивановна Ржевская (ок. 1662 — п. 1716) — жена стольника и воеводы Афанасия Яковлевича Колычева-Хлызнева (? — 1700).